# Курва
Ку́рва (пол. kurwa) — наиболее часто используемый польский вульгаризм.
Имеет несколько функций. Продуктивен в словообразовании, создаёт производные слова, эвфемизмы и дериваты. В современной форме существует с XV века; неоднократно появляется в литературе и других культурных контекстах вплоть до современности. Публичное использование в качестве вульгаризма может быть наказуемо в судебном порядке. Слово встречается также и в других языках, в славянских: белорусском, болгарском, македонском, русском, сербско-хорватском, словацком, украинском, чешском; неславянских: венгерском, румынском, литовском, албанском.

## Этимология
Слово происходит из праславянского языка и восстанавливается как *kury с наиболее вероятным значением «курица», в родительном падеже имеет вид *kurъve. Согласно профессору Валеры Писареку, слово происходит от *kurъ в значении «петух», а его использование в отношении похотливой женщины возникло по аналогии с поведением петуха. В словаре церковнославянского языка Миклошича содержится слово кѹръва и кѹрьва в значении meretrix (то есть «проститутка, блудница»). В этимологическом словаре Фасмера слово засвидетельствовано в церковно-славянском языке сербского извода. Уже во времена существования праславянского языка вторым значением этого слова было «женщина лёгкого поведения». В нынешнем виде это слово зафиксировано на польском языке в XV веке.
Збигнев Голомб с Виктором Мартыновым сопоставляет слово с греческим κύριος «могущественный, господин» и староиндийским śṻra «сильный, герой», авестийским sūra ts. Все эти формы — из праиндоевропейского *K’euH «набухать, раздуваться», в связи с чем *kury (*kourūs) могло просто означать «зрелая, взрослая женщина». В словаре Славского это слово в диалектах 1415 года значило также «пустой участок пашни, не засеянный по невнимательности или небрежности».
По этимологии, предложенной Анджеем Баньковским, это слово первоначально означало незамужнюю женщину и стало вульгаризмом после появления слова kurew (сохранившихся в выражении kurwie macierze syn), означающего сына незамужней матери, сына неизвестного отца. С XVI века слово функционировало в качестве вульгаризма, у него существовало несколько производных, например, kurewnik. Ложным является убеждение, что слово происходит от латинского curvus — «кривой, согнутый; извращённый». Веслав Борысь в «Этимологическом словаре польского языка» утверждает, что любые попытки поиска аналогов слова в индоевропейских языках являются необоснованными. Баньковский отмечает существование слова в венгерских, румынских, албанских и литовских диалектах. Согласно словарю Славского, невозможно вывести этимологии от германских слов *horion и *hora (в настоящее время — die Hure) из-за звуковых сложностей, в то же время были предположения, что это немецкое слово происходит от kurwa, которое должно было бы быть сокращением от *kuropatva.

## Значение
Словарь ругательств и ненормативной лексики Мацея Гроховского приводит следующие значения слова «курва»: «проститутка; женщина, охотно вступающая в половые отношения с любым партнёром; женщина — с выражением презрения и злости; лицо, которое делает что-то, что оценивается негативно с моральной точки зрения; а также ругательство». Анджей Баньковский добавляет значение эмфатической частицы, используемой для усиления выражений. Кроме того, словарь приводит многочисленные фразеологизмы, такие как kurwa mać, kurwa kurwie łba nie urwie, kurwa męska, do kurwy nędzy, rzucać kurwami. «Словарь современного польского языка» («Słownik polszczyzny rzeczywistej») лодзинского лингвиста Петра Фонки приводит 47 коммуникативных функций слова курва, таких как восторг, неодобрение, угроза, гнев, презрение, разрядка напряжения, а также слово-вставка.

## Эвфемизмы и дериваты

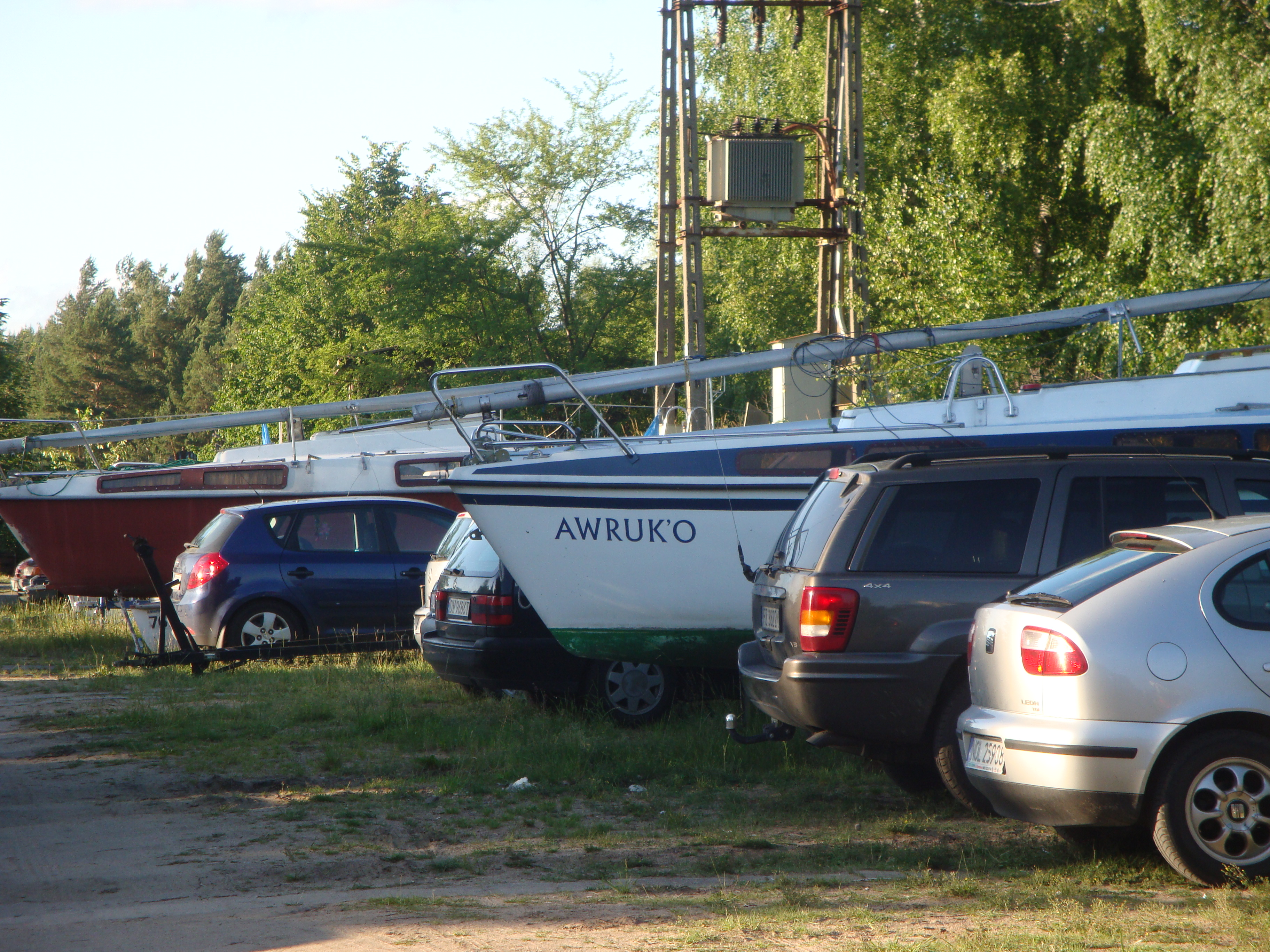
Идея Лема в названии яхты Awruko

Ругательство имеет несколько эвфемизмов, например, kurna, kurna chata, kurna Olek, kuźwa, а также анаграмма rukwa ćma. Иногда используется только первая буква, как, например, в стихотворении Юлиана Тувима «Zwariowany alfabet»: «Bo jeśli nawet żona Pe została Ka i jest dziś w Be (…)». Самый важный слог, который является основой при создании эвфемизмов слова курва, — это kur-: kurczę pieczone, kurka wodna, kurde и т. д. Аналогичный с точки зрения фонетики слог — kurz, отсюда, например, kurza twarz, kurza melodia. Другой эвфемический прием — оставить начальный и конечный слоги и изменить середину слова: karwa, kuwa. Кроме того, чтобы облегчить произнесение, слово может даваться в псевдоанглийском правописании: curwa. Существуют многочисленные неосемантизмы, содержащие звуки, которые напоминают об исходном слове: morwa, bulwa. Также используется сокращение PKP — pięknie, kurwa, pięknie. Ругательство kurwa mać!  имеет меньше эвфемизмов, однако и в этом случае они основаны на фонетических образах или искажениях, например, murwa kać, также встречаются схоже звучащие выражения, например, urwał nać.
Производными словами являются, в частности, kurwiątko (уменьшительное), kurwiszcze, kurwiszon, kurwowaty, kurwić się, wkurwić się, skurwysyn, kurwica, kurwiki. Дериватом является слово biurwa, означающее, согласно словарю PWN, некомпетентную или грубую женщину-клерка, а по Гроховскому — женщину, неразборчивую с точки зрения секса. В рассказе Станислава Лема «Как Эрг Самовозбудитель бледнотика победил» из сборника «Сказки роботов» (1964) появляется слово «Аврук!» — слово «курва», записанное наоборот, которое является боевым криком рода селектритов.

## Использование и классификация
Слово используется в качестве:
- прямого обращения — jesteś kurwą
- слова-вставки — byłem, kurwa, wczoraj…
- ругательства — o, kurwa
- оскорбления — ty stara kurwo
- общего выражения разочарования — kurwa!
- подчеркивания негативного психического состояния, например, нервозности — no i co ty, kurwa, robisz
- основного значения слова — ta laska to zwykła kurwa[22].

Так объясняет употребление слова «kurwa» лингвист Ежи Бралчик: «Брошенное в эфир слово освобождает нас от размышлений. Выкрикнем и уже чувствуем какое-то облегчение, потому что не нужно уже создавать более продуманную мысль. Хватит одного нервного … „kurwa“».
С точки зрения социолингвистики слово «kurwa» является системным вульгаризмом, существующим с учётом своих выразительных особенностей, независимо от смысла и контекста, в котором оно появляется. Этот тип ненормативной лексики нарушает определённые культурные конвенции, действующие в обществе. Слово является как вульгаризмом, так и ругательством. В предложении выполняет, чаще всего, экспрессивную функцию: может выражать удивление: o, kurwa, pierwsze słyszę!, восхищение: o kurwa, ale nogi!, гнев: o kurwa, aleś narozrabiał или ненависть: Ta kurwa znowu mnie oblała!.

## История
Jeb, Młodzieńcze, jeb, lecz miej zwyczaj drogi,
 Ze świecą kurwie patrzeć między nogi.

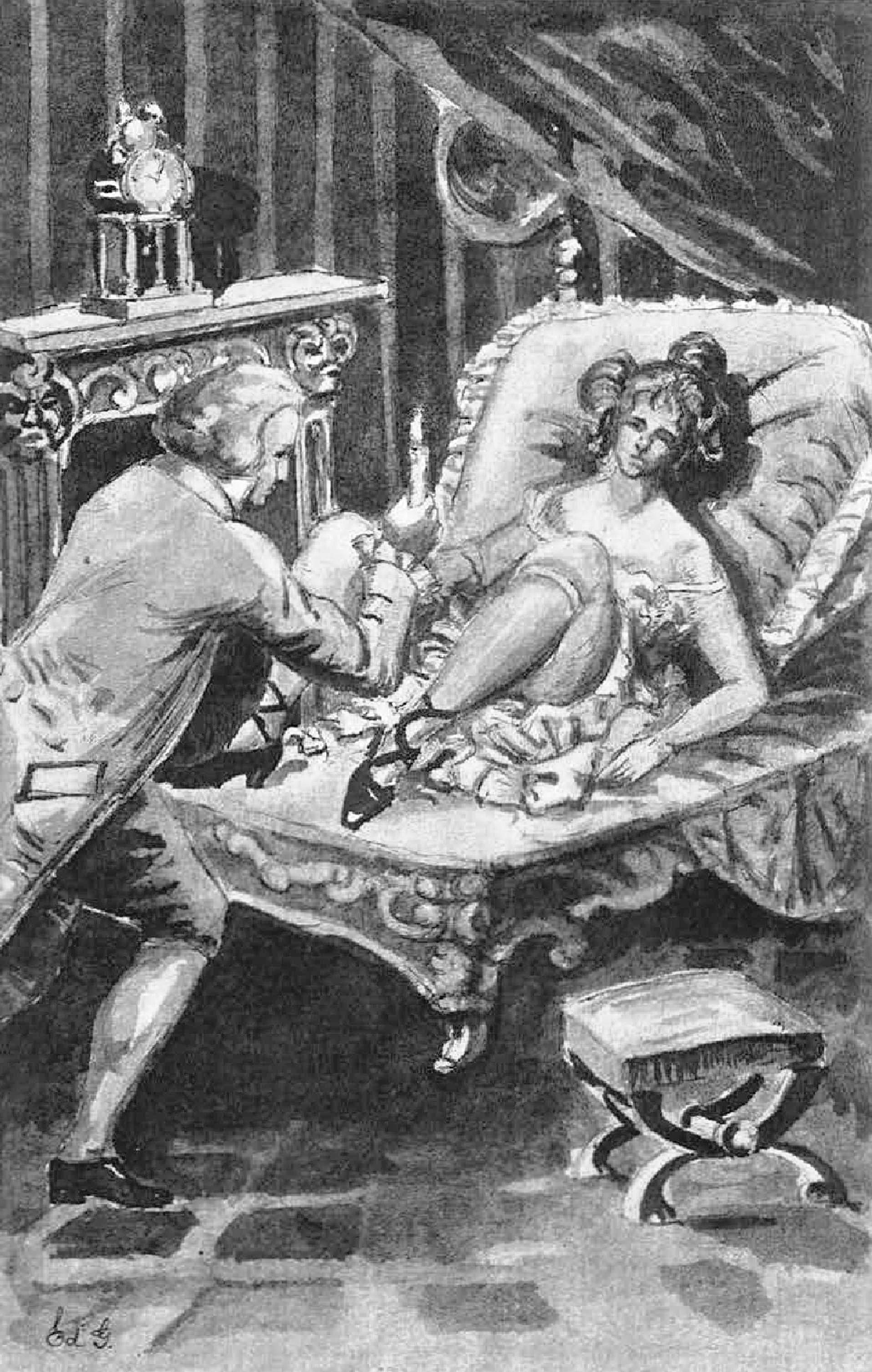
Александр Фредро в поэме «Sztuka obłapiania», изданной в 1817 году, предупреждал:
Jeb, Młodzieńcze, jeb, lecz miej zwyczaj drogi,
Ze świecą kurwie patrzeć między nogi.

На Руси слово «курва» впервые встречается в берестяной грамоте № 531 начала XIII века, которая была найдена в Новгороде Великом. Грамота содержит просьбу некой Анны к брату о справедливости для себя и своей дочери. Женщина жалуется брату, что некий Коснятин обвинил её в злоупотреблении (вероятно, финансовом) и назвал её «курвой», а её дочь — «блядью»: «назовало еси сьтроу коровою и доцере блядею».
Слово kurwa было оскорбительным уже в старопольском языке; встречалось в судебном письме при описании споров. Польские средневековые судебные роты фиксируют, например, выражение «Csom uczynił Pawłowi, to za jego początkiem, kiedy mi zadawał kurwie macierze syny, a na jegom dom nie biegał».
Одну из старейших польских пословиц («Kto nie ma kurwy w swym rodzie, tedy to zmaż») в качестве пометки употребил в 30-х годах XVI века неизвестный читатель на экземпляре трактата Аристотеля «De anima».
В литературе «kurwa» появляется в период эпохи Возрождения: в частности, во фрашке Яна Кохановского «Na matematyka»:
Ziemię pomierzył i głębokie morze,
 Wie, jako wstają i zachodzą zorze;
 Wiatrom rozumie, praktykuje komu,
 A sam nie widzi, że ma kurwę w domu.
Слово также появляется у Николая Рея: «Nie masz tak zamku s twardego żelaza / By przezeń kurwa s kotką nie wylazła».
В период барокко слово появляется у Яна Морштына, написавшего стихотворение о любовницах магната, которые должны были покинуть двор «Precz kurwom z Zamościa». Слово kurwa появляется в шуточной литературе, в переводе Ян из Кошице в произведении «Rozmowy, które miał król Salomon mądry z Marchołtem grubym a sprośnym» (1521). Мархолт и царь Соломон используют в разговоре вульгаризмы, в том числе слово kurwa: «Zaiste to była kurwa, która porodziła takiego syna». Среди произведений романтизма слово можно найти в творчестве Юлиуша Словацкого; в «Zawiszy Czarnym» один из оппонентов задает другому следующий вопрос: — «Jak on cię pozna, k…, to odpędzi».
Часто цитируется высказывание Юзефа Пилсудского о поляках: «Naród wspaniały tylko ludzie kurwy». Тот же Пилсудский на вопрос о программе его партии, по словам Александра Скшиньского, в цитате Матвея Ратая ответил «Bić kurwy i złodziei».
В защиту слова kurwa, а также других вульгаризмов выступил Мельхиор Ванькович в фельетоне «Czy tylko sarmackość?». Ванькович насмехается над Зофьей Коссак-Шуцкой, которая в воспоминаниях из концлагеря заменила слово «kurwa» на «kulfon». Прокомментировал это словами: «Бедная kurwa! За столько лет верного служения языку!».
В период ПНР слово редко появлялось в СМИ и литературных произведениях из-за деятельности цензуры, которая оценивала ругательства как «аморально».
Во времена средневековья существовали также другие слова, обозначаашие проститутку: wyleganica, murwa, kortyzanka, małpa, nęta, przechodka, klępa, larwa, suka. Производное слово murwa существовало ещё в XVIII и XIX вв.. Самуил Линде в «Словаре польского языка» зафиксировал выражение: «Kto nie ma w swoim rodzie siostry murwy, a brata złodzieja, zmaż ten rym».

## В современной культуре
Согласно лингвисту Петру Фонке, это самый популярный польский вульгаризм, появляющийся в 40 % польских ругательств. Профессор Мацей Гроховский, автор словаря ругательств и ненормативной лексики, считает, что самым популярным ругательством в польском языке является kurwa mać!, так как оно короткое и звучное. Профессор Валеры Писарек приписывает экспрессию слова согласной r в середине, и считает, что заменой kurwa может быть, например, слово milliard. Так же считает профессор Ежи Бралчик, указывая на звуки /k/, /r/ и /w/, обеспечивающие слову убедительное звучание. Профессор Ян Мёдек заметил, что слово часто однозначно ассоциируется с Польшей и в подтверждение этому приводит услышанную фразу «La Pologne, kurwa, kurwa».
В современной польской литературе это слова использовали такие писатели, как Марек Хласко (один из его героев отвечает: «A cóż ty, kurwo, wiesz o życiu? Czy ty, kurwo, czytałaś Dostojewskiego?», а в рассказе «Ósmy dzień tygodnia» (1954) звучат слова: «Możesz mówić kotku. Skarbie. Serce. Kurwo. Kurwiątko. Słoneczko. To też dobre, co?»). Дорота Масловская весьма охотно пользуется вульгаризмами для выражения эмоций героев в своем дебютном романе «Польско-русская война под бело-красным флагом» (2002), где звучали, в частности, такие слова, как: «Wtedy mówi parę razy: kurwa i ja pierdolę, chujoza i gówno».
В фильме «Секс-миссия» (1983) режиссёра Юлиуша Махульского kurwa mać была паролем, включающим лифт. В фильме «Псы» режиссёра Владислава Пасиковского (1992), снятого уже после отмены цензуры, когда можно было свободно пользоваться ругательствами, слово kurwa произносится 55 раз, и это самое частое ругательство в этом фильме.
Слово используется в творчестве кабаре; в интернете известна сценка в исполнении Тадеуша Квинта, пародирующая лекции профессора Мёдека об этом слове в «Подвале под Баранами»: «kiedy się człowiek potknie lub skaleczy, woła: o, kurwa!». Обилие употребления слова kurwa в фильме «Псы» прокомментировал кабаре Grupa Rafała Kmity в скетче, в котором во время съемок сцен в сиквеле фильма «Псы 3» говорится: «Слишком мало kurwa!, kurwa!».
Слово также иногда используют политики. Спикер Сейма Юзеф Зых во время пленарных заседаний в августе 1997 года, не подозревая, что микрофон включен, обратился к коллеге: «No, stary, ale co mi tu, kurwa, przynosisz?». В 2003 году депутат от партии «Самооборона» Рената Бегер в интервью, рассказывая о своей сексуальности, произнесла: «Kolega twierdzi nawet, że mam kurwiki w oczach». Профессор Ежи Бралчик прокомментировал это словами: «Это призыв к определённому сексуальному поведению. Больше подходит для обочины дороги, чем Сейма».
В соответствии с кодексом правонарушений, использование слова «kurwa», как и других оскорблений, наказывается в судебном порядке на основании статьи 141 об использовании неприличных слов в общественных местах; в 2017 году штраф 100 злотых за использование этого слова во время Польского Вудстока заплатил Ежи Овсяк.
Слово «kurwa» является ярчайшим примером прогрессивного роста использования ненормативной лексики, отражающегося в данных Национального корпуса языка польского. Магдалена Хондзлик-Дудка нашла в нём целых 11 743 упоминания этого слова (по данным 2014 года) и показала бурную тенденцию роста (особенно после 1990 года), что, по её мнению, означает, что оно стало важной частью ежедневного общения поляков.